# Комар, Виталий Анатольевич
Вита́лий Анато́льевич Ко́мар (англ. Vitaly Komar-Gelman; род. 11 сентября 1943, Москва) — советский и американский художник.
До 2003 года работал в соавторстве с Александром Меламидом. Дуэт «Комар и Меламид» считается основателем направления «Соц-арт».

## Биография
Родился в семье военных юристов, после окончания войны отправленных на работу в Германию. Два послевоенных года воспитывался в семье деда со стороны матери, уроженца местечка Давид-Городок. Вскоре после возвращения из Германии родители расстались и будущий художник воспитывался матерью, которая работала преподавателем трудового права в Институте повышения квалификации для директоров предприятий.
В Москве учился в 110-й средней школе и в Детской художественной школе; окончил вечернюю школу, работая при этом в Театральном художественно-техническом училище, где трудился его дедушка. В 1967 году окончил Строгановское художественное училище, где учился вместе с Александром Меламидом. В 70-х годах стали известны как соавторы-основатели Соц-арта. В 1974 году их «Двойной автопортрет» был уничтожен на «Бульдозерной выставке».
В 1977 году оба эмигрировали в Израиль, а оттуда — в США (1978). Имел несколько успешных выставок в США, привлекших внимание западной и российской прессы. Несколько картин Комара и Меламида приобретены нью-йоркскими музеем «Метрополитэн» и Музеем современного искусства. Виталий Комар — автор словарной статьи «Соц-арт» в «Словаре культуры XXI века» (Глобальная серия. Т. 1. Москва: Институт перевода, 2022. — 464 с.).

## Семья
Старший брат деда — математик Ефим Евсеевич Гельман, профессор кафедры общей физики Ленинградского государственного университета.
Дед — Владимир Евсеевич Гельман — педагог, заместитель директора Московского Театрального художественно-технического училища.
Сын — Пётр Витальевич Дегтярёв (18.XI.1969—2007), ребёнком снимался в кино (в частности Козлёнок Митяй в кинокартине «Мама», главная роль в фильме «Приключения Травки»).
Жена — Анна Гальберштадт (англ. Anna Halberstadt-Komar, род. 1949, Вильнюс), психотерапевт, поэт.

## Работы
- Выбор народа
- Музей современного искусства, Нью-Йорк.
- Метрополитен-музей, Нью-Йорк.
- Музей Соломона Гуггенхайма, Нью-Йорк.
- Государственный центр современного искусства, Москва.
- Музее Виктории и Альберта, Лондон.
- Стеделик музей, Амстердам.

## Персональные выставки
- 2007 — «Мой выбор — пейзаж с Мавзолеем». Галерея Марата Гельмана, Москва.

## Цитаты
- «Когда Вадик Паперный увидел первые работы соцарта, а он зашел к нам в студию в 72 году (он тоже учился в Строгановке, мы учились вместе, Пригов тоже там учился, мы с нами одного выпуска), он пришел, увидел и говорит: „Так это же советский поп-арт, мы все давно этого ждали“. Он понял в том смысле, что это не реклама вещей потребления, а реклама идеологии — советский поп-арт. Мы, помню, сидели, выпивали, вели этот разговор, и стали изощряться в придумывании названий. Я, кажется, предложил „комарт“ — коммунистический. Я помню, что Алик сказал, что это слишком на мою фамилию похоже. Название „соварт“ напоминало о саванне. А „соцарт“ очень легло в русский язык. Это как-то звучит по-русски. „Соц“ — сокращение от соцреализма, а „арт“ — от поп-арта. Слово „арт“ вошло в русский язык с поп-артом вместе, писалось через черточку. И мы написали через черточку, на красном фоне белыми буквами с восклицательным знаком. А сейчас пишут, по-моему, в одно слово. Но это слово стало словарным словом, новым явлением»[4] — Виталий Комар, 2008.